# Dizionario biografico degli italiani
Dizionario biografico degli italiani (zkr. DBI, česky Italský biografický slovník) je 88svazkový biografický slovník sestavovaný Italským encyklopedickým institutem. Editace probíhá od roku 1960, dosud nebyl dokončen. Předpokládaný rozsah je přibližně 40 000 životopisů s bohatou bibliografií o významných osobách italského původu či na území Itálie působících.

## Svazky
- 1: Aaron-Albertucci (1960)
- 2: Albicante-Ammannati (1960)
- 3: Ammirato-Arcoleo (1961)
- 4: Arconati-Bacaredda (1962)
- 5: Bacca-Baratta (1963)
- 6: Baratteri-Bartolozzi (1964)
- 7: Bartolucci-Bellotto (1965 riedito nel 1970)
- 8: Bellucci-Beregan (1966)
- 9: Berengario-Biagini (1967)
- 10: Biagio-Boccaccio (1968)
- 11: Boccadibue-Bonetti (1969)
- 12: Bonfadini-Borrello (1971)
- 13: Borremans-Brancazolo (1971)
- 14: Branchi-Buffetti (1972)
- 15: Buffoli-Caccianemici (1972)
- 16: Caccianiga-Caluso (1973)
- 17: Calvart-Canefri (1974)
- 18: Canella-Cappello (1975)
- 19: Cappi-Cardona (1976)
- 20: Carducci-Carusi (1977)
- 21: Caruso-Castelnuovo (1978)
- 22: Castelvetro-Cavallotti (1979)
- 23: Cavallucci-Cerretesi (1979)
- 24: Cerreto-Chini (1980)
- 25: Chinzer-Cirni (1981)
- 26: Cironi-Collegno (1982)
- 27: Collenuccio-Confortini (1982)
- 28: Conforto-Cordero (1983)
- 29: Cordier-Corvo (1983)
- 30: Cosattini-Crispolto (1984)
- 31: Cristaldi-Dalla Nave (1985)
- 32: Dall'Anconata-Da Ronco (1986)
- 33: D'Asaro-De Foresta (1987)
- 34: Primo supplemento A-C (1988)
- 35: Indice A-C (1988)
- 36: De Fornari-Della Fonte (1988)
- 37: Della Fratta-Della Volpaia (1989)
- 38: Della Volpe-Denza (1990)
- 39: Deodato-Di Falco (1991)
- 40: Di Fausto-Donadoni (1991)
- 41: Donaggio-Dugnani (1992)
- 42: Dugoni-Enza (1993)
- 43: Enzo-Fabrizi (1993)
- 44: Fabron-Farina (1994)
- 45: Farinacci-Fedrigo (1995)
- 46: Feducci-Ferrerio (1996)
- 47: Ferrero-Filonardi (1997)
- 48: Filoni-Forghieri (1997)
- 49: Forino-Francesco da Serino (1997)
- 50: Francesco I Sforza-Gabbi (1998)
- 51: Gabbiani-Gamba (1998)
- 52: Gambacorta-Gelasio 2 (1999)
- 53: Gelati-Ghisalberti (2000)
- 54: Ghiselli-Gimma (2000)
- 55: Ginammi-Giovanni da Crema (2001)
- 56: Giovanni Di Crescenzio-Giulietti (2001)
- 57: Giulini-Gonzaga (2001)
- 58: Gonzales-Graziani (2002)
- 59: Graziano-Grossi Gondi (2002)
- 60: Grosso-Guglielmo da Forlì (2003)
- 61: Guglielmo Gonzaga-Jacobini (2004)
- 62: Iacobiti-Labriola (2004)
- 63: Labroca-Laterza (2004)
- 64: Latilla-Levi Montalcini (2005)
- 65: Levis-Lorenzetti (2005)
- 66: Lorenzetto-Macchetti (2006)
- 67: Macchi-Malaspina (2006)
- 68: Malatacca-Mangelli (2007)
- 69: Mangiabotti-Marconi (2007)
- 70: Marcora-Marsilio (2008)
- 71: Marsilli-Massimino da Salerno (2008)
- 72: Massimo-Mechetti (2008)
- 73: Meda-Messadaglia (2009)
- 74: Messi-Miraglia (2010)
- 75: Miranda-Montano (2011)
- 76: Montauti-Morlaiter (2012)
- 77: Morlini-Natolini (2012)
- 78: Natta-Nurra (2013)
- 79: Nursio-Ottolini Visconti (2013)
- 80: Ottone I-Pansa (2014)
- 81: Pansini-Pazienza (2014)
- 82: Pazzi-Pia (2015)
- 83: Piacentini-Pio V (2015)
- 84: Piovene-Ponzo (2015)
- 85: Ponzone-Quercia (2016)
- 86: Querenghi-Rensi (2016)
- 87: Renzi-Robortello (2016)
- 88: Robusti-Roverella (2017)